# Le Temple du lotus rouge
Pour plus de détails, voir Fiche technique et Distribution.
Le Temple du lotus rouge (火燒紅蓮寺, Huǒshāo hónglián sì) est un film hongkongais réalisé par Ringo Lam, sorti en 1994. Il est relativement considéré comme un échec financier, avec un box-office d'environ 1 800 000 dollars hongkongais.

## Synopsis
Après avoir détruit le temple de Shaolin, la secte du Lotus Rouge traque les moines survivants. Fong Sai-yuk est bientôt capturé et il est envoyé au temple du Lotus rouge, un immense dédale truffé de pièges et dirigé par un fou sanguinaire.

## Fiche technique
- Titre : Le Temple du lotus rouge
- Titre original : 火燒紅蓮寺, Huǒshāo hónglián sì
- Réalisation : Ringo Lam
- Pays de production : Hong Kong
- Format : Couleurs - 1,85:1 - Mono - 35 mm
- Genre : Action
- Durée : 104 minutes
- Date de sortie : 1994

## Distribution
- Willie Chi : Fong Sai-yuk
- John Ching : Crimson
- Lam Chun : Brooke
- Carman Lee : Tou-tou
- Wong Kam-kong : Elder Kung
- Sheng Yang : Hung Hei-kwun